# Libellula angelina
Libellula angelina (лат.) — вид разнокрылых стрекоз из семейства настоящих стрекоз. Распространён в Азии — центральном и северном Китае, в Японии (Хонсю, Сикоку, Кюсю и на некоторых близрасположенных островах) и на Корейском полуострове. Представители обитают близ старых и стабильных прудов с умеренно высокой молодой растительностью на низменных скальных местностях. Местности с открытыми водоёмами также важны.

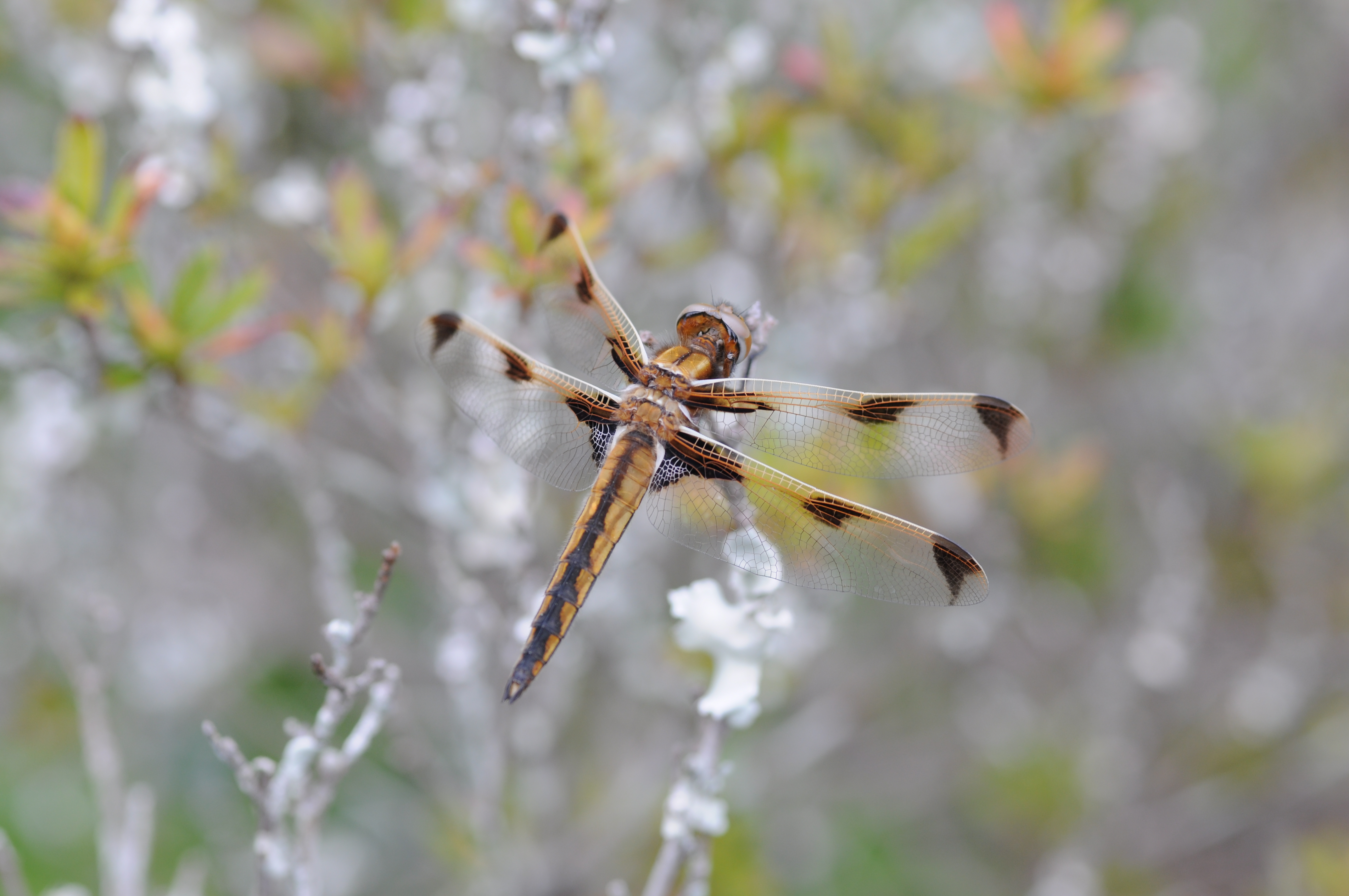
Самка
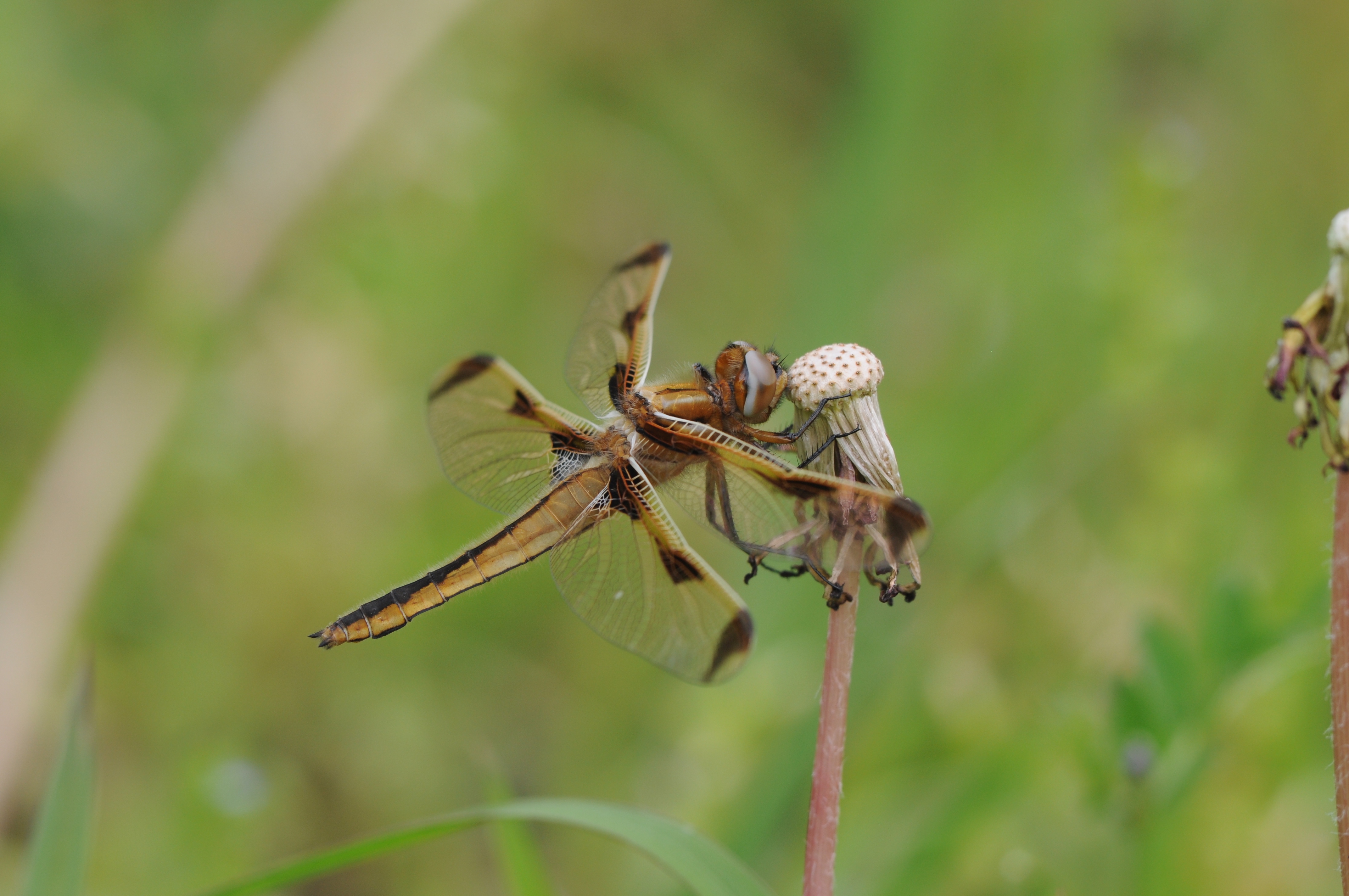
Самка